# Anslagstavlan
Anslagstavlan (svensk for "opslagstavlen") er et TV-program, som sendes af Sveriges Television på vegne af den svenske stat. Programmet indeholder samfundsinformation, ofte fra myndigheder. De informationsfilm som vises i Anslagstavlan forbliver i programmet indtil de har nået en million seere efter SVTs målinger.
Signaturmelodien er skrevet af Kenny Ekman, som også fremfører den.
Det danske program Oplysninger til Borgerne om Samfundet er inspireret af Anslagstavlan.